# إعادة الاحتلال السوفيتي للاتفيا في عام 1944

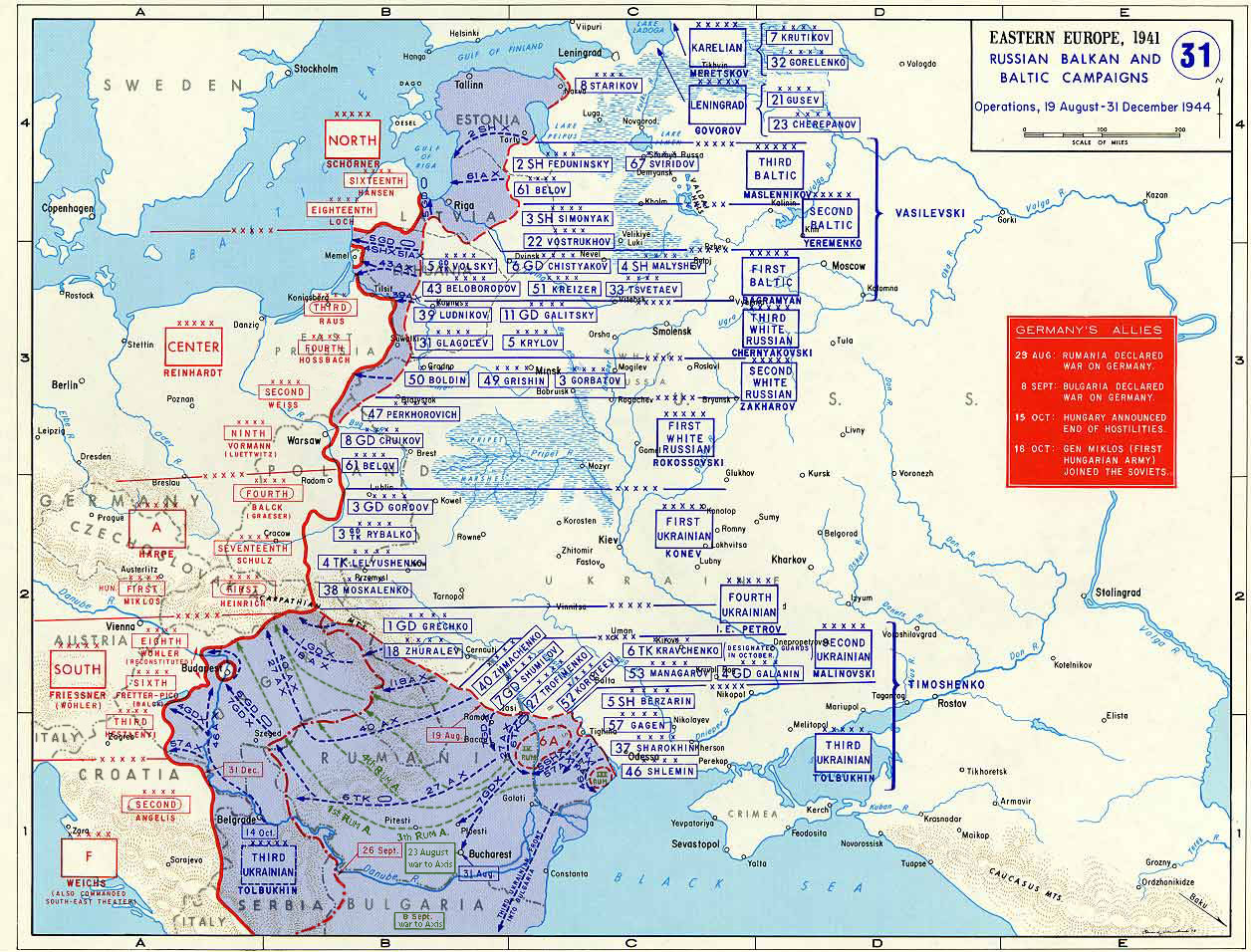

يشير إعادة الاحتلال السوفيتي للاتفيا في عام 1944 إلى الاحتلال العسكري للاتفيا من قبل الاتحاد السوفيتي في عام 1944. خلال الحرب العالمية الثانية، احتل الاتحاد السوفيتي لاتفيا لأول مرة في يونيو 1940، ثم احتلتها ألمانيا النازية في 1941-1944، ثم أعاد احتلالها الاتحاد السوفيتي.

## معركة بحر البلطيق
كانت مجموعة الجيوش الوسطى في حالة يرثى لها، وهددت الحافة الشمالية من الهجوم السوفيتي بمحاصرة مجموعة الجيوش الشمالية في جيب في منطقة كورلاند. أُرسِلَت دبابات (بانزر) تابعة لفون ستراشفيتز إلى عاصمة أوستلاند، ريغا، وفي معارك دفاعية شرسة أوقفت التقدم السوفيتي في أواخر أبريل 1944. كانت هناك حاجة إلى ستراشفيتز في مكان آخر، وعاد بعد ذلك بفترة قصيرة إلى العمل بفرقة الإطفاء التابعة لمجموعة الجيوش. كُسر تشكيل دبابات (بانزرفرباند) ستراشفيتز في أواخر يوليو. بحلول أوائل أغسطس، كان السوفيت على استعداد مرة أخرى لمحاولة قطع مجموعة الجيوش الشمالية من مجموعة الجيوش الوسطى. شُنّ هجوم سوفيتي ضخم عبر الخطوط الألمانية وعُزِلَت مجموعة الجيوش الشمالية تمامًا عن جارتها. حوصر ستراشفيتز خارج الجيب، وجرى تعديل على بانزرفرباند ستراشفيتز، هذه المرة من عناصر من لواء بانزر 101 التابع لخبير البانزر الأوبرست مينراد فون لاوشيرت ولواء إس إس بانزر جروس المشكل حديثًا تحت قيادة إس إس ستورمبانفورر جروس. داخل الجيب المحاصر، تشكلت الدبابات المتبقية ومدافع هجوم ستج 3 التابعة لهيرمان فون سالزا وآخر دبابات نمور ييدي لتكون كامفجروبا أخرى للهجوم من داخل الكمين. في 19 أغسطس 1944، بدأ الهجوم، الذي أطلق عليه اسم أونترنيمن دوبلكوبف (عملية دوبلكوبف). كان مسبوقًا بقصف ببنادق عيار 203 ملم الخاصة بالطراد الألماني برينز يوجين، مما أدى إلى تدمير ثمانية وأربعين دبابة تي-34 محتشدة في ساحة توكوموس. التقى ستراشفيتز ببقايا نورلاند في الحادي والعشرين، وأُعيدت الاتصالات بين مجموعات الجيوش. تعين للواء بانزر 101 الانضمام إلى مفرزة الجيش نارفا النشطة في جبهة نهر إمايو، وبالتالي تعززت قوة دروع المدافعين.أمكن تفادى الكارثة، ولكن التحذير كان واضحًا. كانت مجموعة الجيوش الشمالية عرضة للغاية للعزل. في عام 1944، رفع الجيش الأحمر حصار لينينغراد وأعاد احتلال منطقة البلطيق مع معظم أوكرانيا وبيلاروسيا.
على الرغم من ذلك، فقد صمد نحو 200000 جندي ألماني في كورلاند مع القوات اللاتفية التي كانت تقاوم إعادة الاحتلال السوفيتي. حوصروا وظهورهم إلى بحر البلطيق. شن الجيش الأحمر العديد من الهجمات بخسائر فادحة لكنه فشل في الاستيلاء على جيب كورلاند. الكولونيل العام هاينز جوديريان، رئيس أركان حرب ألمانيا، أصر لأدولف هتلر أنه يجب إجلاء القوات في كورلاند عن طريق البحر واستخدامها للدفاع عن الرايخ الثالث، ومع ذلك، رفض هتلر وأمر القوات الألمانية في كورلاند بالصمود. كان يعتقد أنها ضرورية لحماية قواعد الغواصات الألمانية على طول ساحل بحر البلطيق.
في 15 يناير 1945، تشكلت مجموعة جيوش كورلاند (هيرسغروب كورلاند) تحت الكولونيل العام الدكتور لوثر رندوليك. حتى نهاية الحرب، دافعت مجموعة جيوش كورلاند (بما في ذلك الفرق مثل الفيلق اللاتفي المتطوع إس إس) بنجاح عن شبه الجزيرة اللاتفية. صمدت حتى 8 مايو 1945، عندما استسلمت تحت قيادة الكولونيل العام كارل هيلبيرت، آخر قائد لمجموعة الجيوش. استسلم للمارشال ليونيد غوفوروف، قائد القوات السوفيتية المعارضة في محيط كورلاند. في هذا الوقت، كانت المجموعة لا تزال تتكون من نحو 31 فرقة متفاوتة القوة. بعد 9 مايو 1945، بدأ ما يقرب من 203000 جندي من مجموعة جيوش كورلاند في الانتقال إلى معسكرات السجون السوفيتية في الشرق. أعاد الاتحاد السوفيتي احتلال لاتفيا كجزء من هجوم البلطيق في عام 1944، وهي عملية عسكرية وسياسية ذات شقين لتدمير القوات الألمانية و«تحرير شعوب البلطيق السوفيتية» بدءًا من صيف-خريف 1944، واستمرت حتى استسلام القوات الألمانية واللاتفية في جيب كورلاند في مايو 1945، واستُوعِبوا تدريجيًا في الاتحاد السوفيتي. بعد الحرب العالمية الثانية، كجزء من هدف دمج دول البلطيق بشكل كامل في الاتحاد السوفيتي، انتهت عمليات الترحيل الجماعي في دول البلطيق واستمرت سياسة تشجيع الهجرة السوفيتية إلى لاتفيا. أصدر مجلس الوزراء السوفيتي في 12 يناير 1949 مرسومًا «بشأن الطرد والترحيل» من لاتفيا لـ «كل الغولاغ وعائلاتهم، وعائلات قطاع الطرق والقوميين»، وغيرهم. تشير التقديرات إلى أن أكثر من 200000 شخص قد رُحِّلوا من منطقة بحر البلطيق في 1940-1953. علاوة على ذلك، أُرسِل 75000 على الأقل إلى الغولاغ. رُحِّل 10 بالمائة من سكان البلطيق البالغين أو أُرسِلوا إلى معسكرات العمل. تجنب العديد من الجنود الأسر وانضموا إلى مقاومة البارتيزان الوطنيين اللاتفيين الذين شنوا حرب عصابات فاشلة لعدة سنوات.